# Karl Döring (Manager)
Karl Döring (* 11. Mai 1937 in Hohenstein-Ernstthal) ist ein deutscher Manager. Er war von 1979 bis 1985 stellvertretender Minister der DDR für Erzbergbau, Metallurgie und Kali.

## Leben
Karl Döring studierte von 1955 bis 1962 Eisenhüttenkunde am Moskauer Institut für Stahl und Legierungen (russisch Московский институт стали и сплавов), wo er 1962 mit einem Diplom abschloss. Mit dem dort absolvierten Abschluss als Diplom-Ingenieur beginnt er als Schichttechnologe im Stahl- und Walzwerk Brandenburg.
Von 1963 bis 1967 absolvierte er eine Aspirantur und wurde 1967 in Ingenieurwissenschaften zum Dr.-Ing. promoviert. 1973 wurde er an der Hochschule für Ökonomie Berlin in Wirtschaftswissenschaften zum Dr. oec. promoviert.
Von 1967 bis 1972 war Döring Forschungsingenieur und Produktionsdirektor im Stahl- und Walzwerk Riesa. 1972 erhielt er mit einem sowjetisch-deutschen Forschungsteam den Nationalpreis. Von 1972 bis 1978 war er als Produktionsdirektor und stellvertretender Generaldirektor im Qualitäts- und Edelstahlkombinat Hennigsdorf (Stahl- und Walzwerk Hennigsdorf) tätig. 1979 bis 1985 war er stellvertretender Minister für Erzbergbau, Metallurgie und Kali.
Von 1986 bis 1990 war Döring Nachfolgekandidat bzw. Abgeordneter der Volkskammer (Fraktion SED/SED-PDS).
1985 wurde er Generaldirektor des VEB Bandstahlkombinat und von 1990 bis 1995 Vorstandsvorsitzender der aus dem Kombinat entstandenen EKO Stahl AG Eisenhüttenstadt. Parallel dazu arbeitete er in verschiedenen bilateralen und RGW-Gremien mit. Von Juli bis November 1990 war er Stellvertreter des Vorsitzenden des Verwaltungsrates der Treuhandanstalt und danach bis 2000 Geschäftsführer Technik in der EKO Stahl GmbH des Cockerill-Sambre-Konzerns. Er war Mitglied im Gesprächskreis Ost.
2000 wurde er von der Hochschule für Stahl und Legierungen Moskau mit dem Ehrentitel Professor h. c. ausgezeichnet. Seit 2006 ist er Mitglied im Board of Directors der Novolipetsk Steel in Russland.
Karl Döring ist mit seinem 2000 gegründeten Beratungsunternehmen „Projekt Consulting“ in der Stahlbranche tätig. Er lebte bis 2023 mit seiner Frau in Eisenhüttenstadt und engagierte sich für die Stadt.

## Autobiografie
- EKO – Stahl für die DDR, Stahl für die Welt. Edition Berolina, Berlin 2015, ISBN 978-3-95841-018-3.